# Грустина

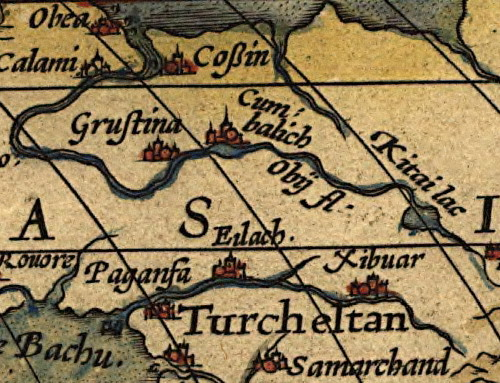
Грустина на карте мира 1570 г. фламандского картографа Абрахама Ортелия из атласа Theatrum Orbis Terrarum. Фрагмент.

Грустина — город, предположительно существовавший вблизи территории современного Томска (возможно, на территории современного Барнаула) до начала освоения Сибири русскими первопроходцами. Он упоминается в «Записках о Московии» Сигизмунда фон Герберштейна, в исследованиях по древнерусской истории А. Х. Лерберга, обозначена на опубликованных в Западной Европе в XVI—XVII веках картах Сибири (в частности, на картах Герарда Меркатора, Абрахама Отелия, Петруса Бертиуса, Йодокуса Хондиуса, Гийома Делиль и других).
Также далеко от Грустины на берегу реки Казым (Cossin на карте) находился город Серпонов (современный Ямало-Ненецкий автономный округ) об этом сведетельствует название реки и город Казым (Cossin также на старых карта) на слиянии одноимённой реки и Оби. Местоположение Серпонова до сих пор неизвестно из-за полного отсутствия данных и упоминаний об этом городе. Известно лишь название реки, на котором он находился.
Какие-либо сведения о Грустине в известных древнерусских летописях и русскоязычных картах отсутствуют. Также не обнаружено археологических свидетельств её существования. Информацию о Грустине можно почерпнуть из иностранных источников (воспоминаний купцов, монахов, путешественников, в разное время побывавших в России, а также карт Азии и Сибири, опубликованных в Средние века в Европе). В русской литературе упоминания о Грустине впервые появляются только у Карамзина и Ключевского.
На европейских картах Грустина продолжает обозначаться вплоть до начала XVIII века (то есть, когда город уже, очевидно, перестал существовать). Видимо, это связано с тем, что из-за недостаточности и труднодоступности сведений о Сибири, европейские картографы просто копировали Грустину с более ранних карт. На более поздних картах Грустина уже не встречается.
Также Грустину можно идентифицировать как многослойное городище Шеломок, основанное в V-III веках до н. э. в южной части современного Томска (район посёлка Басандайка). К средневековью Шеломок был уже заброшен и использовался гаустинцами (эуштинцами) в качестве сезонной менной площадки для торговли.

## В исторических документах

### В «Записках о Московии» Сигизмунда фон Герберштейна
Австрийский дипломат Сигизмунд фон Герберштейн дважды посещает Россию в 1517 и 1526 годах, где, помимо своей основной профессиональной деятельности, активно изучает историю и географию русского государства. В 1549 году в Вене он издаёт на латыни книгу «Rerum Moscoviticarum Commentarii» (буквально «Записки о московских делах», которая в русской литературе чаще упоминается как «Записки о Московии». В своих «Записках…» Герберштейн описывает Сибирь, в том числе упоминает города Серпонов и Грустину. Если верить Герберштейну, народы, жившие по берегам Оби, платили дань московским царям задолго до похода Ермака в Сибирь.

От устья реки Иртыша до крепости Грустины два месяца пути; от неё до озера Китая рекою Обью, которая, как я сказал, вытекает из этого озера, более чем три месяца пути. От этого озера приходят в большом множестве черные люди, лишённые общего всем дара слова; они приносят с собой много товаров, преимущественно же жемчуг и драгоценные камни, которые покупаются грустинцами и серпоновцами. За Обью есть ещё крепость Серпонов и далее в горах лежит Лукомория, в которой живут лукоморцы. Сказывают, как носится слух, они каждый год умирают, именно 27 ноября, когда у русских празднуется память св. Георгия, и потом оживают как лягушки большею частью 24 апреля. Грустинцы и серпоновцы ведут с ними торговлю необыкновенным, неизвестным в других странах способом. Ибо, когда у них наступает определённое время умереть или заснуть, они складывают товары в известном месте, а грустинцы и серпоновцы уносят их, оставляя вместо них свои товары и делая равный обмен. Возвращаясь к жизни, лукоморцы требуют назад свои товары, если лукоморцы находят, что им сделана неправильная оценка; от того возникают между ними весьма часто ссоры и войны.

Аарон Лерберг упоминает Грустину в своих исследованиях по Древнерусской истории:

Серпоновцами и Грустинцами называетъ Герберштейнъ народы, которые съ вершинъ Оби получали товары южныхъ Азіятскихъ странъ. Первые, по словамъ его, назывались такъ отъ Серпонова, укрѣплённаго мѣста, находившагося будто по ту сторону Оби въ Лукоморскихъ горахъ. Слова сіи тёмны: и мѣсто и народъ, получившій отъ онаго своё названіе не видны ни въ какихъ другихъ извѣстіяхъ. Но Грустинцевъ узнать можно: укрѣплённая ихъ Грустина лежала на Оби между устья Иртыша и озера, изъ котораго вытекаетъ Обь, ближе отъ устья, нежели отъ озера. И такъ ето вѣрно Гаустинцы, о которыхъ говоритъ Страленбергѣ въ описаніи Сибири, и остатокъ которыхъ отъ 2оо до 3оо душъ мужеска пола нашёлъ онъ близь Томска, живущими въ хижинахъ; они были Татары идолопоклонники. Въ Сибирской исторіи упоминается о нихъ при построеніи Томска въ 16о4 году. Здѣсь названы они Еуштинцами и также показаны въ числѣ 3оо человѣкъ, и тогда ещё считали они себя главнѣйшимъ народомъ тамошней страны. Мнѣніе наше, что сіи Еуштинцы или Гаустинцы суть Грустинцы подтверждается тѣмъ, что мы здѣсь находимся въ такой области, которая нѣкогда не токмо въ Сибири но и у южныхъ Азіятцевъ была въ великой славѣ по хорошему состоянію жителей оныя.

Карамзин, в «Истории Государства Российского», описывая состояние Московской Руси XVI века, пишет:

Однакожъ Москвитяне уже знали имена всѣхъ главныхъ рѣкъ Западной Сибири. Они сказывали, что Объ вытекаетъ изъ озера (Телейскаго); что за сею рѣкою и за Иртышёмъ находятся два города, Серпоновъ и Грустина, коихъ жители получаютъ жемчугъ и драгоцѣнные каменья отъ чёрныхъ людей, обитающихъ близъ озера Китая. Мы обязаны были сими свѣдѣніями господству Великихъ Князей надъ землёю Пермскою и Югорскою.

Яков Рейтенфельс прямо указывает на то, кем именно были эти тёмнокожие, говорившие на непонятном языке народы, привозившие в Грустину и Серпонов свои товары на обмен. По его словам, это были купцы из Индии:

Прибавь (читатель) к названным ещё область Лукоморье, с которой граничат дружеские с русским народом грустинцы и серпоновцы, живущие близ Китайского озера, из которого вытекает Обь, и которым индийцы привозят на продажу разные товары и драгоценные камни. Лукоморцы, по образцу самоедов, спускаются зимою на жительство внутрь земли, а раннею весною снова выходят на солнечный свет…

Можно предположить, что Грустина являлась важным торговым и культурным центром Средневековой Сибири. С другой стороны, отсутствие сведений о контактах отрядов сибирских первопроходцев с жителями Грустины, о взятии города и включении его в состав русского государства, о приведении грустинцев к присяге на подданство московскому царю, говорит о том, что Грустина начала приходить в упадок ещё до начала процесса присоединения Сибири к России. В Чертёжной книге Ремезова, первом русском собрании карт Сибири, Грустины уже нет. Город, как будто бы, исчезает бесследно, и споры об его местонахождении ведутся до сих пор. Большинство европейских картографов помещали её в районе современного Томска.

Герхард Миллер в «Описании Сибирского Царства…» пишет о том, что основатель Томска воевода Гаврила Писемский привёл под присягу небольшое племя эуштинцев (возможно, искажённое от грустинцы), возглавляемых князем Тояном, поселение которых находилось в непосредственной близости от Томской крепости. Но Тоянов городок слишком мал для Грустины, которую Ортелий и Меркатор посчитали необходимым обозначить не только на картах Тартарии, но и на картах мира, выполненных в очень мелком масштабе. Известно, что следы Грустины пытался найти сосланный Петром I в Сибирь пленный шведский офицер Страленберг, однако он обнаруживает лишь остатки вымирающей народности в количестве от 200 до 300 душ мужского пола, идолопоклонников, ведущих кочевой образ жизни, которых он на свой манер называет «гауштинцами».
Сам Миллер давал оценку Сибири, как «земли неисторической». Однако в другой своей работе, «Описание Кузнецкого уезда Тобольской Провинции в Сибири в нынешнем его состоянии, в сентябре 1734 года» он всё же упоминает о городах, которые в большом количестве существовали в Сибири до начала подчинения её Московской Руси. Во времена Миллера ещё можно было различить их руины.

Непосредственно перед русским завоеванием этих мест ими, а также ранее всеми томскими и, ещё несколько позднее, красноярскими местностями, владели кыргызы, языческая татарская нация… То тут, то там ещё находят следы старых городов и укреплений, в которых находились эти народы.

И, далее по тексту:

Малышевская слобода была основана в 1722 г. <…> Она расположена в 60 вёрстах ниже устья реки Чумыш, на северо-восточном берегу Оби. <…> на устье речки Нижняя Сузунка, в 8 вёрстах выше слободы, и возле деревни Куликовой, в 12 вёрстах выше предыдущего места, на Оби — можно ещё видеть следы старых городов, которые были построены здесь прежними жителями этих мест, вероятно, кыргызами. Они состоят из земляных валов и глубоких рвов с выкопанными тут и там ямами, над которыми, кажется, стояли дома.

Заслуженный профессор МГУ, много лет своей жизни посвятивший исследованию древних городов Сибири, Леонид Романович Кызласов так объясняет происхождение названия города:

Представляется перспективным и своевременным обратить внимание историков на самоназвание самого южного из городов восточно-туркестанских оазисов — Хотана. С древности населённый индоевропейцами, он первоначально назывался своими жителями Гостана — «Грудь земли». Близко расположенное к Индии, население Хотана рано восприняло буддизм и, судя по целому ряду буддийских санскритских документов, стало называть свою землю Гаустана — «Грудь земли». Очевидно, именно хотанские купцы (среди которых были и индусы) ещё в VIII—X вв., в период существования позднего хотано-сакского языка, установили прямые и постоянные торговые связи с Южной Сибирью. В то время мощное Древнехакасское государство не только распространяло свою власть на всю Южную Сибирь, но его войска в 841—842 гг., преследуя уйгуров, вторглись в Восточный Туркестан и в марте 843 года захватили города Бешбалык и Кучу, дойдя до Кашгара. Предполагаем, что хотанские купцы — индоевропейцы («чёрные люди, не владеющие общепонятной речью») и тюркоязычные правители хакасов создали на договорных началах крупную торговую факторию. Её разместили на важном перекрёстке водных и сухопутных путей — там, где вблизи Оби сходились излучины Томи и Чулыма. Хотанские купцы в память о родине своей, прозвали новую торговую крепость «Гаустана», местные тюрки воспроизвели на свой лад «Гаустина», а тосковавшие по далёкой в ту пору родине русские торговцы восприняли чужое («не общепонятное») название, как «Грустина». Так на юге Сибири появился собственный «Хотан» — центр международной торговли и перевалочная база для диковинных южных товаров, меняемых на драгоценную пушнину, мамонтовые бивни, мускус и другие товары.

Также Кызласов объясняет возможную трансформацию «Гаустинцев» в «Эуштинцев» тем, что в языках восточных тюрок с течением времени исчезли все слова, начинающиеся с буквы «г».

- Тартария
- Лукоморье

1. 
2. 
3. 
4. 
5. 
6. 
7. 
8. 
9. 
10. 

- Кызласов Л. Р. Письменные известия о древних городах Сибири.
- LEONID R. KYZLASOV. The Urban Civilization of Northern and innermost Asia (Historical and Archaelogical Research).
- Кызласов, Л. Р. Грустина — торговая фактория сибирских аборигенов (конец XV — начало XVII вв.) / Л. Р. Кызласов // Сургут, Сибирь, Россия : междунар. науч.-практ. конф., посвящ. 400-летию города Сургута: тез. докл., 22-25 марта 1994 / Сург. гор. адм. Упр. культуры. Сург. гор. краев. музей, Урал. гос. ун-т им. А. М. Горького, Ин-т рус. культуры, НПМП «ВОЛОТ»; [под ред. Н. Н. Попова]. — Екатеринбург, 1994. — С. 95-96.
- Новгородов, Н. Грасиона- древний город под Томском // Томский вестник. — 2000. — 29 нояб. — С.8.
- Новгородов, Н. Грустина, Чангара, Лукомория — всё это томская земля / Н. Новгородов // Томский вестник. — 1997. — 4 сент. (Буфф-сад, спецвыпуск). — С. 6.
- Новгородов, Н. Почему мы не Грустины / Н. Новгородов // Томский вестник. — 2000. — 1 сент.
- Новгородов, Н. Проблемы жидких радиоактивных отходов в Томской области / Н. Новгородов // Сибирский экологический вестник. — 1997. — Вып. 7/8. — С.15-16.
- Новгородов, Н. Томск стоит на костях грустинцев / Н. Новгородов // Томский вестник. — 2000. — 30 сент. — С.4.
- Новгородов, Н. С. Сибирская прародина / Н. С. Новгородов. — Томск : Твердыня, 2002. — 88 с. : ил.
- Новгородов, Н. С. Сибирская прародина / Н. С. Новгородов. — Изд. 2-е, доп. — Томск : [Твердыня], 2004. — 403 с.
- Новгородов, Н. С. Сибирская прародина : [в поисках Гипербореи] / Н. С. Новгородов. — Изд. 3-е, испр. — М. : Белые альвы, 2006. — 543 с.:
- Новгородов, Н. С. Сибирское Лукоморье / Н. С. Новгородов. — Томск : Аграф-Пресс, 2005. — 243 с. : ил.
- Новгородов, Н. С. Сибирское Лукоморье / Николай Новгородов. — [2-е изд., испр.]. — М. : Вече, 2007. — 349 с. : ил. — (Тайны Земли Русской).
- Новгородов, Н. Клюев, Берёстянная книга, Грустина, Сибирская Русь / Н. Новгородов // Знамя Майтрейи. — Томск, 2012. — № 1. — С. 10, 14-15.
- Новгородов, Н. Томск и Грустина — города побратимы / Н. Новгородов // Все для Вас. — 2003. — 1 окт. (№ 376). — С. 6.
- Новгородов, Н. Три загадки томской истории / Н. Новгородов // Регион-Сибирь. — 2002. — № 3 : Февраль-март. — С. 26 — 27.
- Новгородов, Н. Лукоморья больше нет или Грустина, которую откопали / Николай Новгородов // День добрый. — Томск, 2002. — 25 мая (№ 20). — С. 13.

- Сигизмунд фон Герберштейн. Записки о Московитских делах. Дата обращения: 2 августа 2015. Архивировано 10 июля 2015 года.

### На карте Петруса Бертиуса

Карта Тартарии, выполненная фламандским картографом Петрусом Бертиусом. Амстердам, 1630—1644.

### На карте Герарда Меркатора

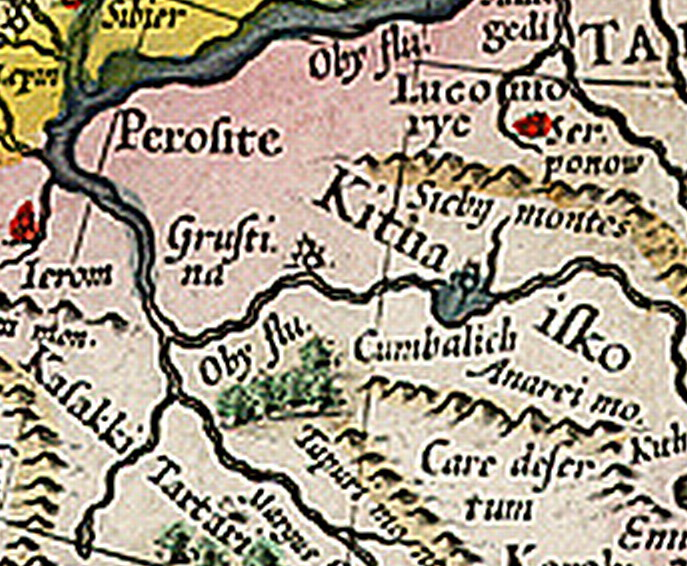
Грустина на карте Тартарии из Atlas Cosmographicae Меркатора

### На карте Йодокуса Хондиуса

Фрагмент карты Хондиуса, показывающий город Грустину. Ниже даётся пояснение на латыни: «urbs frequens ad quam tartari et rutheni confluent».

### На карте Парижской Академии Наук 1706 года

Карта Тартарии, выпущенная издательством Парижской Королевской Академии Наук в 1706 году. Фрагмент.

### На других картах

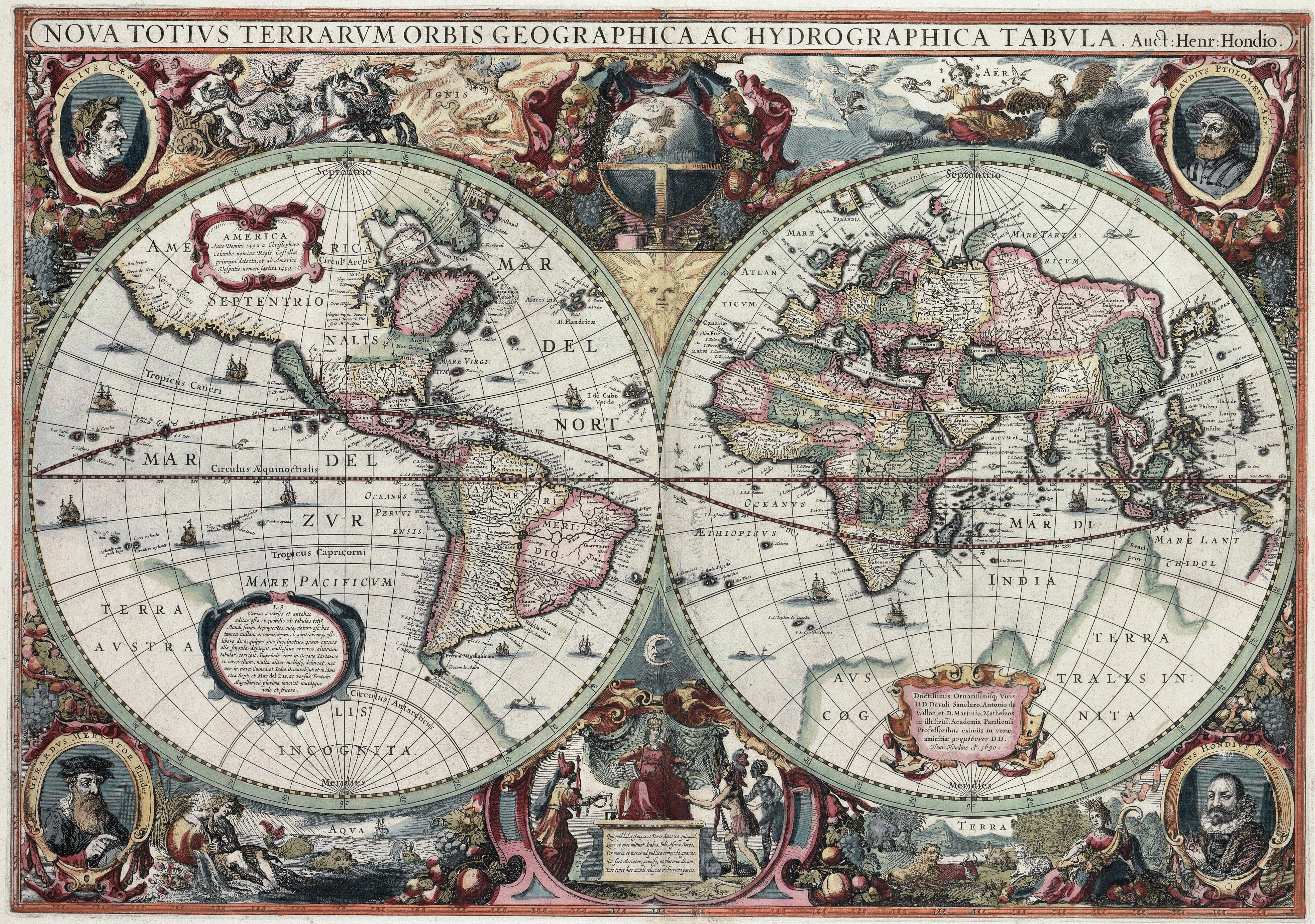
Карта полушарий Хенриха Хондиуса, 1630 г. Грустина расположена на 56°с.ш. и 109°в.д. относительно нулевого меридиана Меркатора, или 56°с.ш. и 84°в.д. относительно Гринвича.
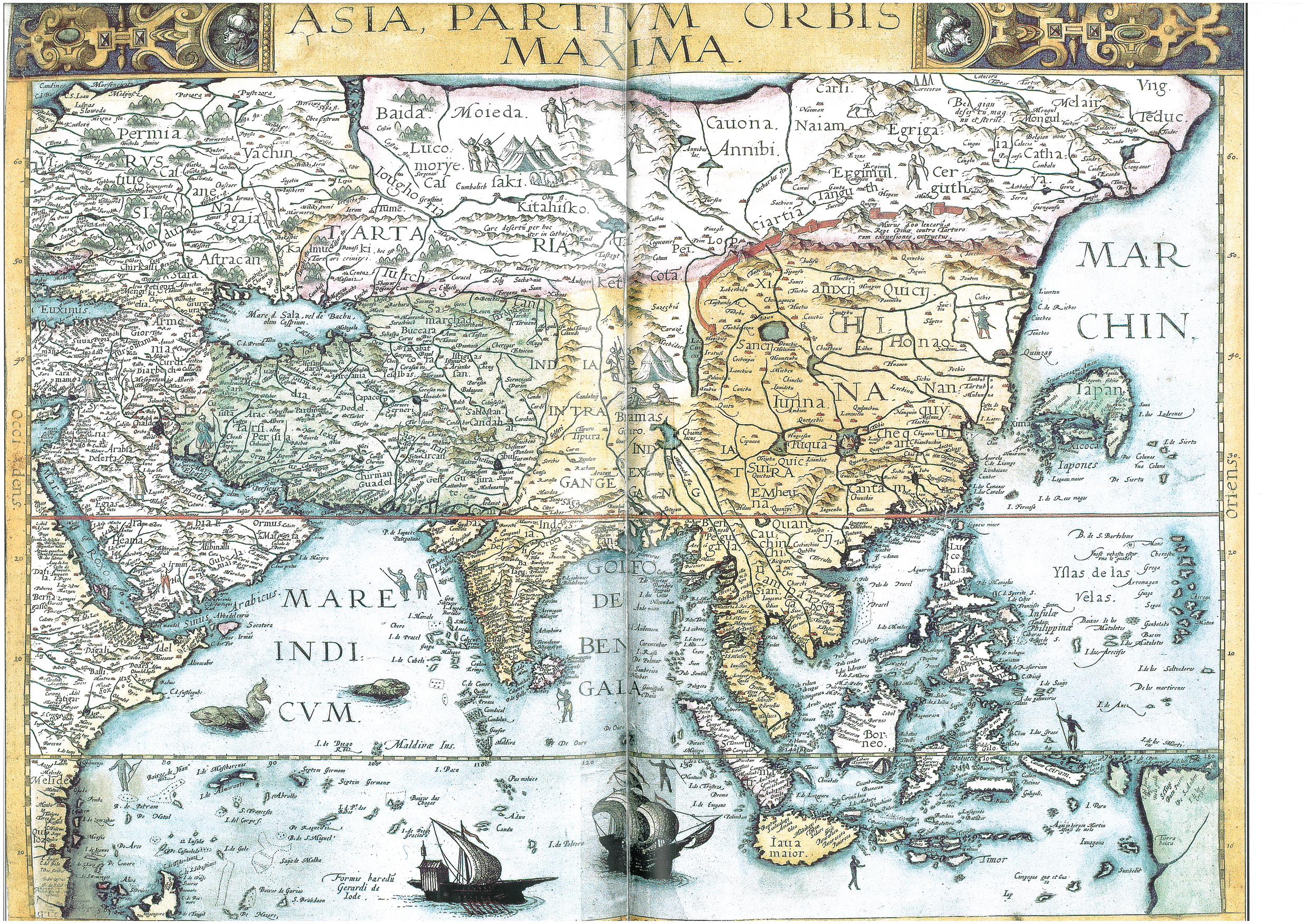
Карта Азии Геррита де Йоде, 1693 г. Грустина расположена на 56°с.ш. и 105°в.д. относительно нулевого меридиана Меркатора, или 56°с.ш. и 80°в.д. относительно Гринвича.
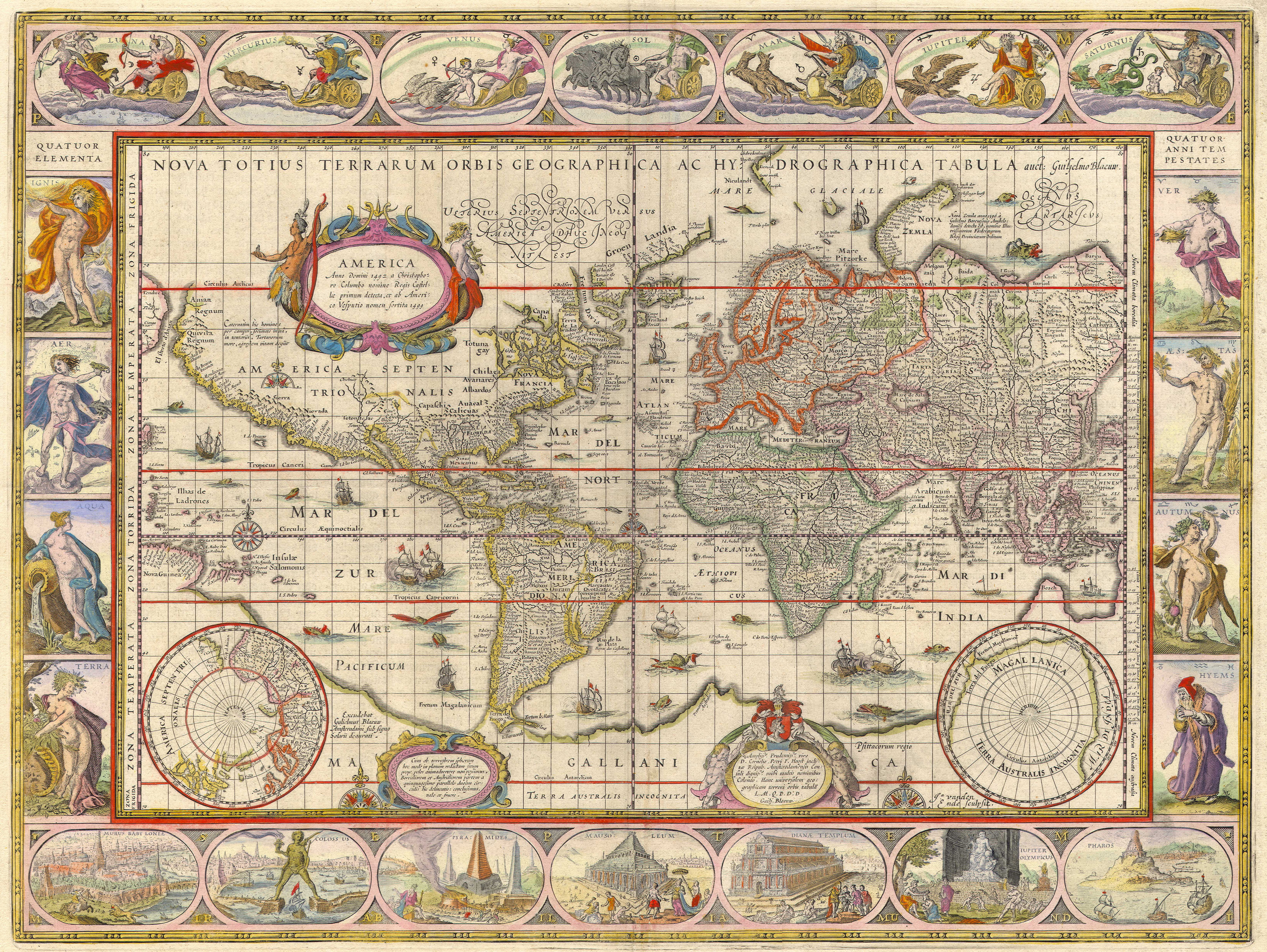
На карте мира работы Виллема Блау нулевой меридиан смещён на 31°з.д. относительно Гринвича. Грустина расположена на 56°с.ш. и (117°-31°)в.д.=86°в.д.
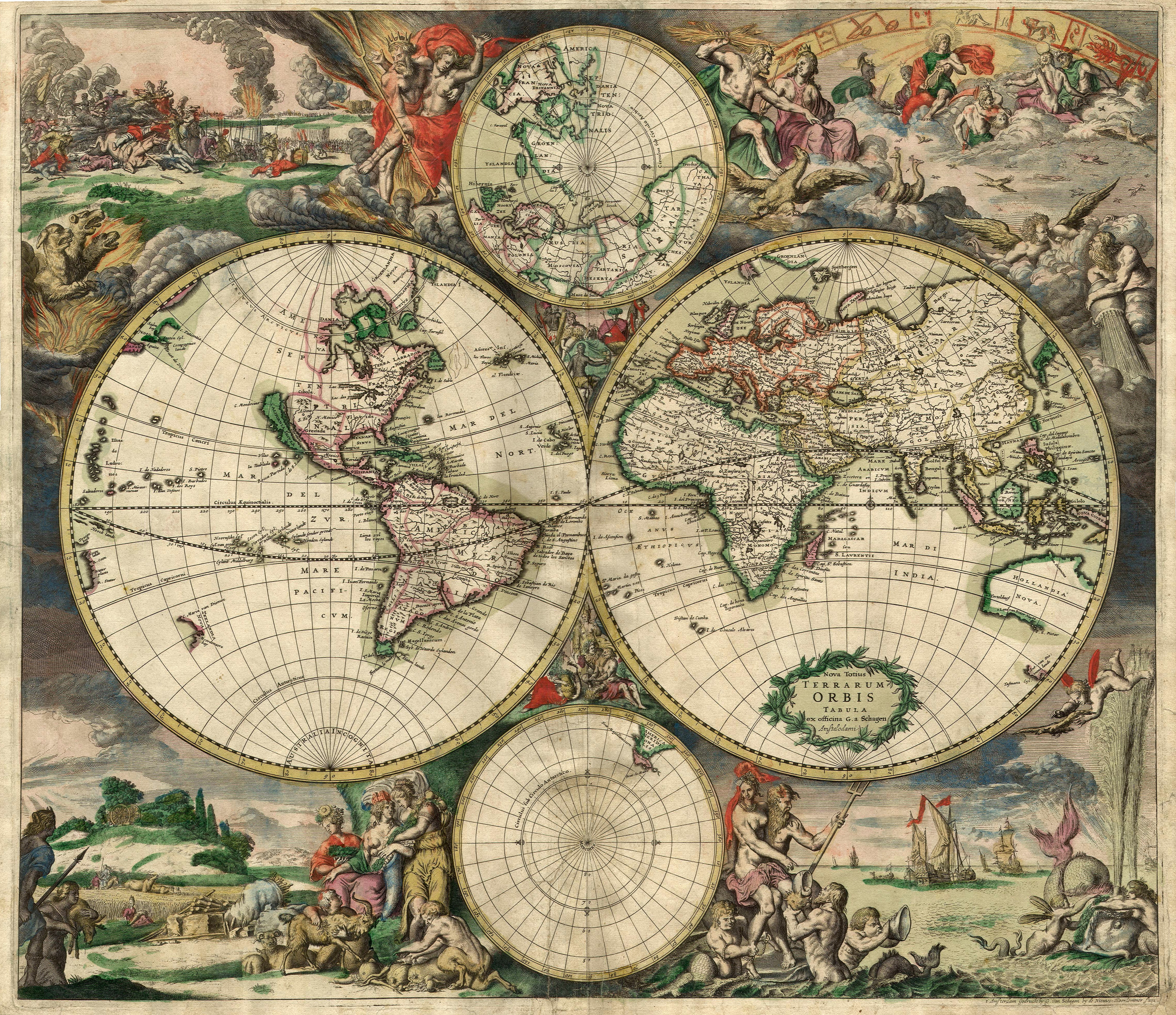
Карта полушарий Герарда Ван Шегена. Амстердам, 1689г. Нулевой меридиан смещён на 22°з.д. относительно Гринвича. Координаты Грустины 56°с.ш. и (103°-22°)в.д. = 81°в.д.